# Zarja (1929)
Zarja je bilo glasilo Slovenske ženske zveze v ZDA. Zveza, ki je bila ustanovljena 1926 na pobudo Merie Prisland zaradi spoznanja, da ženske ne morejo enakopravno uveljavljati svojih stališč v drugih slovenskih podpornih organizacijah, je imela v prvih dveh letih delovanja svojo rubriko v Amerikanskem Slovencu, 1929 pa je začela izdajati lastno mesečno revijo Zarja - The Dawn. Predsednica M. Prisland je v 1. št. Zarje zapisala, da bo revija širila izobrazbo, enotnost in slogo med Slovenkami razkropljenimi po ZDA. Prvo leto je revijo urejala sama predsednica, za njo se je nato zvrstilo več urednic, od 1952 jo ureja Corine Novak-Leskovar, hči Albine Novak. Zarja je sprva izhajala v slovenščini, od 1935 pa so začeli uvajati angleške strani, sedaj pa je v slovenščini le še 1 ali 2 strani. Zarja v glavnem objavlja poročila o delu društev vključenih v zvezo, spodbuja k ohranjanju slovenske etične dediščine in poroča o pomembnih dogodkih v Sloveniji.